# Vol American Airlines 383
Cet article concerne l'accident de 2016. Pour celui de 1965, voir Vol American Airlines 383 (1965).
Le 28 octobre 2016, le vol American Airlines 383, un vol intérieur régulier effectué par un Boeing 767 entre Chicago et Miami, , aux États-Unis, a subi une panne moteur non contenue du moteur droit de l'avion, lors du décollage sur la piste 28R de l'aéroport international O'Hare de Chicago, ce qui a conduit à un grave incendie. L'équipage a réussi à interrompre le décollage et à évacuer l'ensemble des 170 passagers et membre d'équipage à bord, tandis que les secours ont maitrisé et éteint l'incendie. On compte 21 blessés parmi les occupants de l'avion, qui a été considérablement endommagé, puis retiré du service.

## Avion et équipage

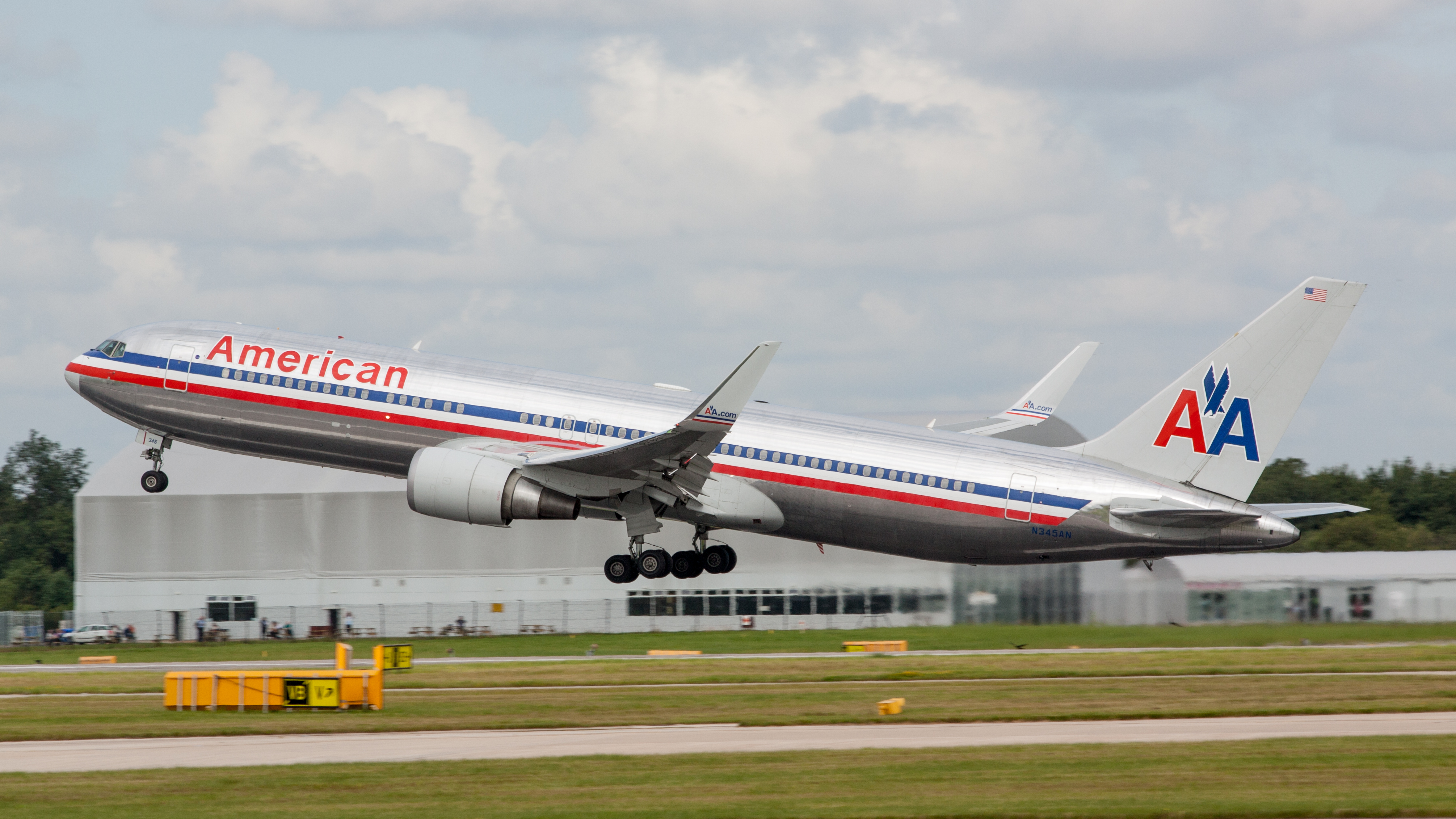
N345AN, l'appareil impliqué dans l'incident, ici en août 2009, avec son ancienne livrée.

L'appareil impliqué était un Boeing 767-323ER de 13 ans, immatriculé N345AN, livré à American Airlines en 2003. Il était propulsé par 2 turboréacteurs de type General Electric CF6-80C2B6.
Le commandant de bord était Anthony Paul Kochenash, 61 ans. Il volait avec American Airlines depuis mai 2001 et avait auparavant volé pour la TWA de janvier 1986 à avril 2001. Il a également servi dans l'armée de l'air américaine de mai 1978 à octobre 1985, pilotant à la fois sur Boeing KC-135 Stratotanker et sur CT-39. Il avait 17 400 heures de vol, dont 4 000 heures sur Boeing 767. 
Le copilote était David Travis Ditzel, 57 ans. Comme le commandant de bord, il travaillait également pour American Airlines depuis mai 2001 et avait auparavant volé pour la TWA de décembre 1995 à avril 2001. Il avait 22 000 heures de vol, dont 1 600 sur Boeing 767. 

## Accident
À 14h30, le vol 383 a été autorisé à décoller sur la piste 28R. L'avion a ensuite entamé son décollage une minute plus tard, avec le commandant Kochenash comme pilote aux commandes et le copilote Ditzel comme pilote non en fonction. À 14h31, Ditzel a annoncé « 80 nœuds », mais 11 secondes après cette annonce, l'enregistreur phonique du poste de pilotage (CVR) a enregistré un bruit sourd. L'avion a ensuite commencé à virer à droite et Kochenash a interrompu le décollage. 
Ditzel a communiqué par radio à la tour de contrôle, les informant de l'interruption du décollage, les contrôleurs ont alors informé l'équipage d'un début d'incendie sur le moteur droit. Ils ont ensuite ordonné que les camions de pompiers soient envoyés sur les lieux. Le commandant a demandé la check-list incendie moteur, le moteur droit a été coupé et son extincteur de secours a été activé. Kochenash a ensuite demandé la check-list évacuation d'urgence, au cours de laquelle les agents de bord avaient déjà initié une évacuation, bien que l'ordre n'ait pas été donné (ce qui n'est pas obligatoire). 
Après avoir coupé le moteur gauche, Kochenash a finalement donné l'ordre d'évacuer et a déclenché l'alarme d'évacuation. La première issue de secours (celle sur l'aile gauche) a été ouverte 8 à 12 secondes après l'arrêt de l'avion. Après avoir rempli la liste de contrôle d'évacuation, les pilotes ont ensuite évacué.

L'épave du vol 383
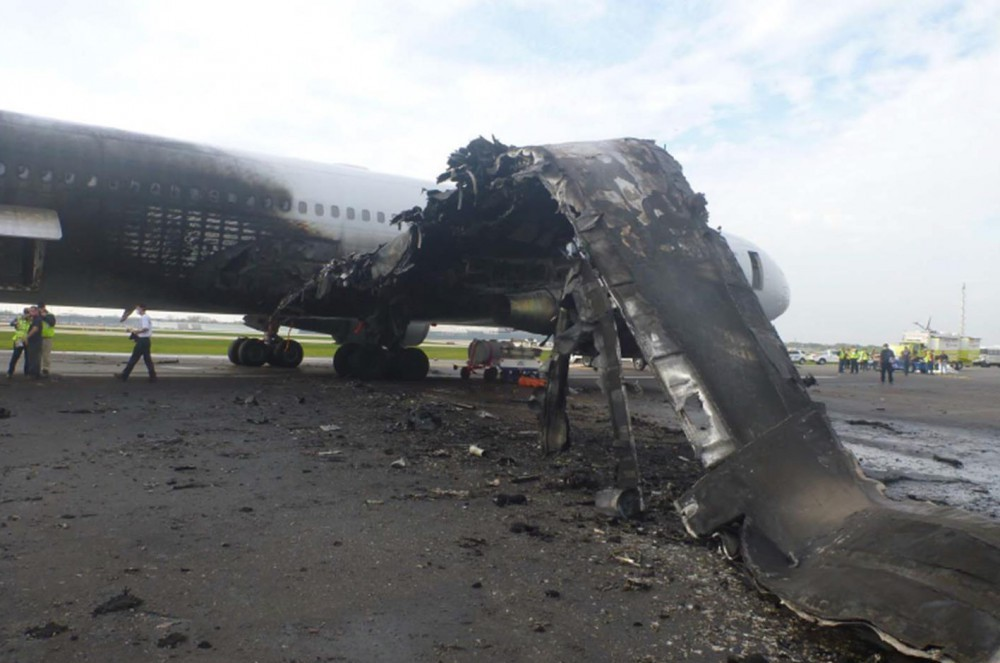
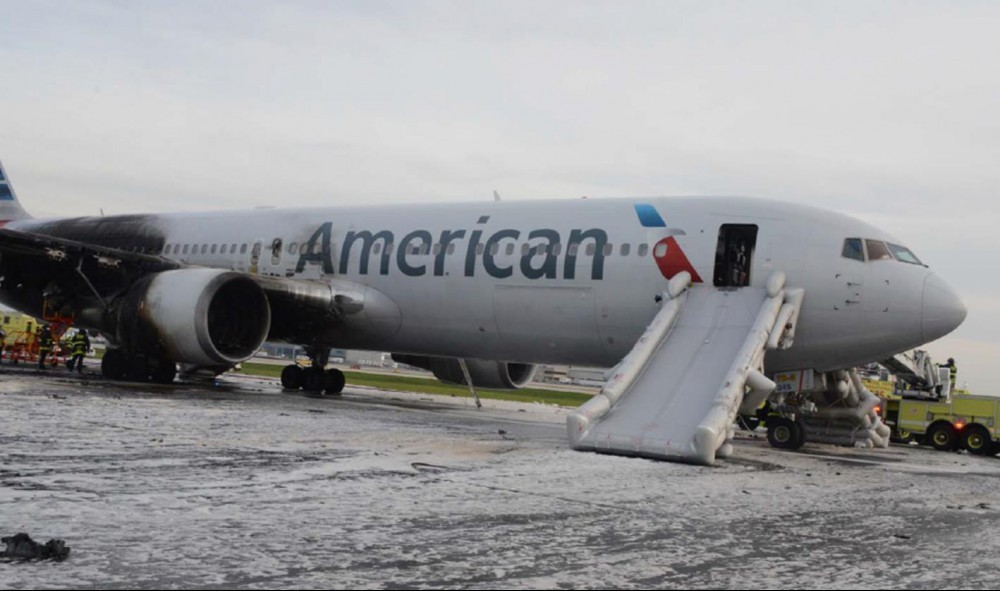
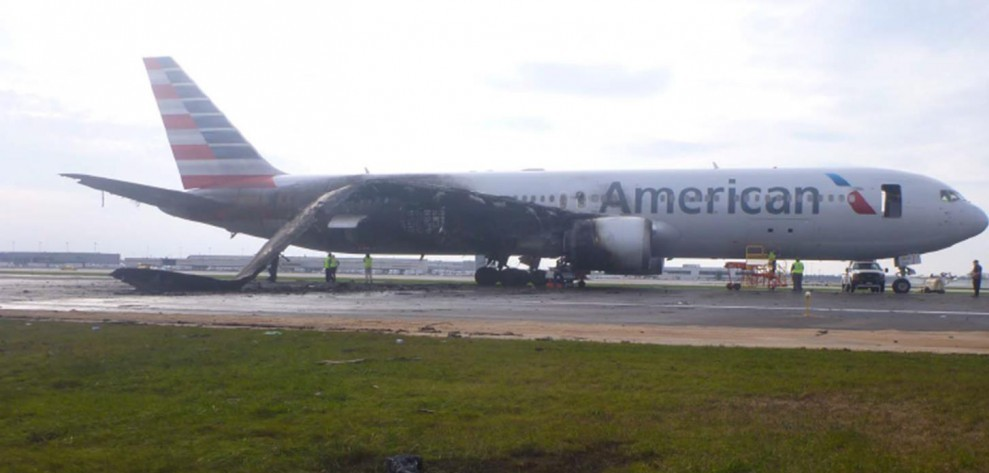
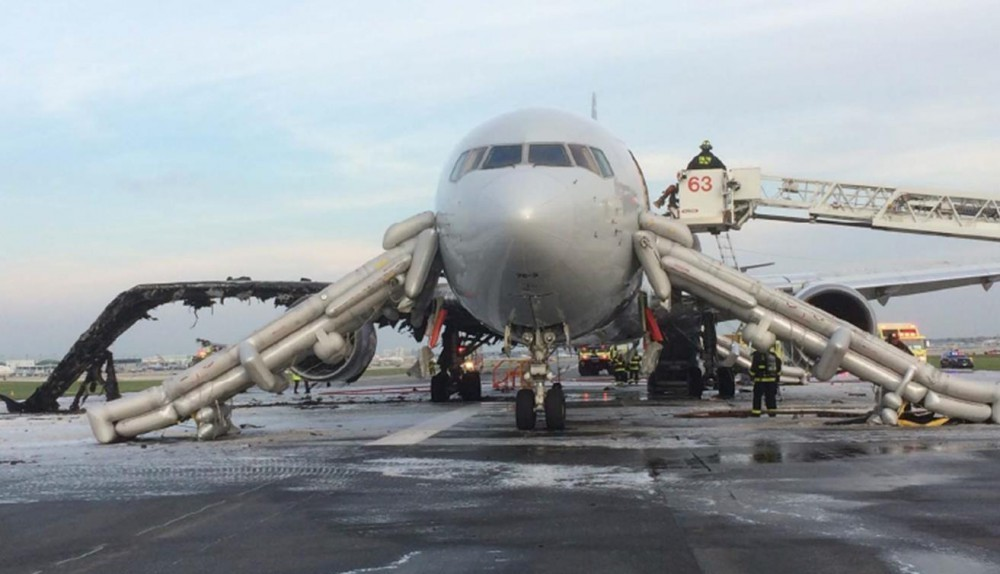

Le côté droit du fuselage a subi des dommages considérables à la suite de l'incendie, notamment la structure de l'aile droite qui a partiellement fondu sous l'effet de la chaleur. L'appareil a, par la suite, été retiré du service.

## Enquête
Le Conseil national de la sécurité des transports (NTSB) a déterminé que la cause probable de cet accident était la défaillance d'un des disques de la turbine du compresseur, qui a sectionné la conduite d'alimentation en carburant du moteur droit et percé le réservoir de carburant de l'aile droite, libérant du carburant qui a provoqué un incendie sur le côté droit de l'avion pendant le décollage.
Le disque de la turbine s'est rompu en raison d'une fissuration par fatigue, qui ont débuté à partir d'un défaut de fabrication de l'alliage composant le disque, qui n'était probablement pas détectable lors des inspections menée par General Electric et des inspections de maintenance ultérieures en utilisant les procédures en place.
L'enquête a révélé la nécessité de consignes de navigabilité plus strictes concernant l'inspection par ultrasons sur les moteurs, mais également sur les problèmes soulevés par l'évacuation des passagers lors des situations d'urgences.